# بيتر هي
بيتر هي (بالإنجليزية: Peter Ho)‏ (و. 1975 – م) هو ممثل، ومغني، من الولايات المتحدة الأمريكية، ولد في الولايات المتحدة الأمريكية.

## وصلات خارجية
- بيتر هي على موقع IMDb (الإنجليزية)
- بيتر هي على موقع ميوزك برينز (الإنجليزية)
- بيتر هي على موقع قاعدة بيانات الأفلام السويدية (السويدية)
- بيتر هي على موقع قاعدة بيانات الفيلم (الإنجليزية)